# Stade du Moustoir
Stade Yves-Allainmat
Pour les articles homonymes, voir Moustoir.
Le stade du Moustoir, officiellement dénommé stade Yves Allainmat depuis 1993, est un stade de football situé à Lorient dans le Morbihan, à proximité du centre-ville, dans le quartier éponyme. Il est la propriété de la municipalité de Lorient.
Ouvert en 1924, le Parc des Sports est alors un parc sportif qui accueille des compétitions de football, de boxe, ou d'autres sports. Rendu obsolète après-guerre, il est reconstruit à une centaine de mètres du site initial, et est inauguré en 1957. Il est renommé par le conseil municipal de Lorient en septembre 1993 sous l'appellation stade Yves Allainmat en hommage à cet ancien maire de Lorient et député décédé quelques mois plus tôt. Le stade connaît une série d'agrandissements au début des années 2000 alors que son club résident, le Football Club de Lorient, accède à la Ligue 1.
Ayant une capacité commerciale de 18100 spectateurs , il est également utilisé pour d'autres événements comme le Festival interceltique de Lorient.

## Histoire

### Parc des sports
Un projet de construction d'équipement sportif de grande ampleur est envisagé à Lorient au début des années 1920 par la municipalité d'Édouard Labes. Un stade municipal est construit en 1920, mais il s'avère trop limité pour accueillir des évènements d'importances, et un projet de parc des sports est lancé. Un emprunt est souscrit par la mairie en 1921, et les travaux commencent à l'emplacement de l'actuel lycée Dupuy-de-Lôme. Le parc des sports est inauguré au mois de mai 1924 par le député-maire de la ville Édouard Labes, et il est équipé d'un anneau en ciment afin de remplacer par la même occasion le premier stade vélodrome municipal dont la ville était équipée, place de Rohan.
Le parc accueille divers évènements sportifs jusqu'à la Seconde Guerre mondiale comme des matchs de boxe, mais aussi des lâchers de pigeons. Il sert notamment de lieu d'arrivée pour la quatrième étape du Tour de France 1939. Les abords du vélodrome voient par ailleurs l'ajout d'un gymnase en 1934.
Durant la Seconde Guerre mondiale, il est réquisitionné par l'occupant et sert d'entrepôt de matériel et de munitions à l'armée allemande, mais est endommagé par les bombardements dont est victime la ville pendant l'occupation. Il est remis en état après le conflit, et retrouve son utilisation d'avant guerre. Il est aussi utilisé à d'autres occasions, par exemple comme site d'arrivée de la 6e étape du Tour de France 1956 entre Saint-Malo et Lorient. Il est cependant rendu obsolète par la montée du FC Lorient en Championnat de France de football amateur en 1957, et un projet de nouveau stade est lancé.

### Stade du Moustoir

#### Création du stade
Un stade plus grand, toujours équipé d'une piste en ciment est projeté. Cependant, le lycée de Lorient est reconstruit à partir de 1951, et est déménagé de son emplacement initial pour le voisinage de l'ancien parc. L'établissement occupe une place importante, et le stade doit être construit de l'autre côté de l'actuelle rue Jean Le Coutaller. Le nouveau stade est inauguré en juillet 1959 dans le quartier du Moustoir, auquel il doit son nom d'usage.
Il ne compte à l'origine que 6 000 places, mais connait plusieurs vagues d'agrandissements, et dispose, en plus de l'espace de jeu consacré au football, d'une piste de cyclisme. Il devient le stade d'accueil du FC Lorient qui y joue ses matches de championnats et de coupes. Le festival interceltique de Lorient et avec lui le Championnat national des bagadoù commencent à l'utiliser tous les étés à partir de 1971. Il est baptisé au nom d’Yves Allainmat en 1993, ancien député-maire de Lorient mort la même année.
Il est ponctuellement utilisé par d'autres équipes de football pour des compétitions nationales ou internationales. Le challenge des champions 1965 voit le FC Nantes et Stade rennais s'opposer ; en 1967, le FC Lorient affronte en match amical l'équipe d'Union soviétique de football ; les équipes de France de moins de 17 ans et espoirs y jouent aussi plusieurs matches internationaux,.

#### Travaux des premières accessions en Ligue 1
À partir de 1998, le stade subit des travaux à la suite des premières accessions du FC Lorient en première division du championnat de France.
Afin de mettre le stade aux normes exigées par la Fédération française de football, des travaux importants sont réalisés, pour un montant compris entre 8 et 10 millions d'euros (70 millions de francs). La tribune populaire Hummel est détruite, de même que la piste de cyclisme qui entoure le terrain. Jean-Yves Le Drian, alors maire de Lorient, promet alors que cette dernière serait remplacée, mais le projet de reconstruction ne voit le jour qu'en 2010. Deux nouvelles tribunes sont construites : la tribune présidentielle en 1998 en lieu et place de la tribune Hummel, et la tribune nord en 1999. Les 5 000 sièges de la tribune nord font monter la capacité du stade à environ 17 000 places.
Le club redescend en division 2 après une seule saison parmi l'élite du football français, stoppant là les travaux de modernisation du stade. Le retour et le maintien du FC Lorient en Ligue 1 à partir de la deuxième moitié des années 2000 rend cependant ces premiers travaux insuffisants, et la Ligue de football professionnel impose au club le passage à une capacité de 20 000, voire 25 000 spectateurs. Le président du club à l'époque, Alain Le Roch, et l'entraineur, Christian Gourcuff, se montrent aussi critiques des conditions de jeu et d'entrainement offerts alors par le stade et ses équipements,,.
Le quartier qui entoure le stade est au même moment réaménagé par la ville qui y installe plusieurs structures culturelles, et les extensions du stade sont intégrées à ce programme.

#### Travaux de maintien en Ligue 1

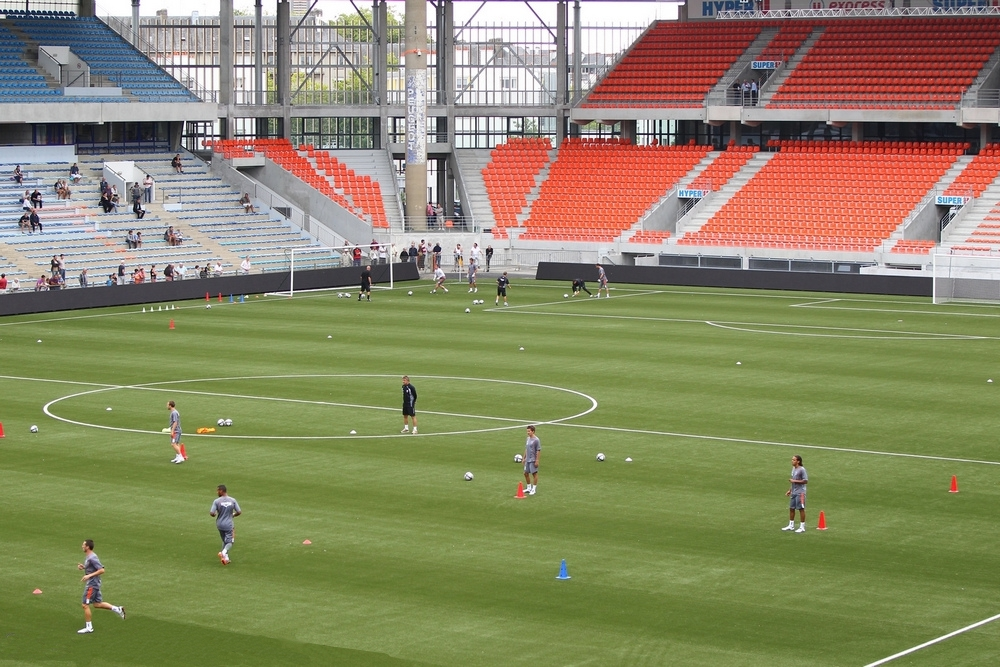
La nouvelle tribune sud.

La construction de la nouvelle tribune Sud, d'une capacité de 4 500 places, devient nécessaire. La décision est votée par le conseil municipal de Lorient en mai 2008, et les travaux réalisés par Eiffage Construction après un appel d'offres remporté le 21 octobre 2008. La construction de la tribune débute en janvier 2009 et se termine en janvier 2010. La capacité du stade atteint ainsi jusqu'à 18 970 spectateurs avec le parterre nord (emplacements debout), pour 18 100 places assises. Cette nouvelle tribune est inaugurée le 20 janvier 2010 lors du match FC Lorient-Lyon pour le compte de la 21e journée du championnat de Ligue 1, en présence de Frédéric Thiriez, président de la Ligue de football professionnel, et de Raymond Domenech, sélectionneur national. Un concert de Soldat Louis est organisé pour l'occasion avant le match.
Le stade devient également la première enceinte de Ligue 1 à être équipée d'une pelouse synthétique, installé pour la saison 2010-2011 du FCL pour un montant estimé à 748 000 euros. Ces travaux étaient rendus nécessaires par la qualité insuffisante de la pelouse, malgré des opérations réalisées pendant l'été 2009. D'autres opérations de réfection végétale ou de décaissage sont étudiées, mais écartées pour des questions de coûts et de disponibilité du terrain, au profit de l'option synthétique. La décision finale est prise le 2 avril 2010 et officialisée le 10 avril 2010 lors du derby contre le Stade rennais. Les travaux de terrassement commencent avec le retrait de 4 000 m3 de terre végétale le 19 mai 2010 , puis avec la pose des 9 000 m2 de pelouse synthétique à partir du 15 juillet 2010.
Plusieurs équipements sont ajoutés au début de la saison 2010-2011. Des écrans publicitaires LED sont posés le long du terrain à la fin du mois d'août, et un premier écran de 12 m2 est installé entre les tribunes sud et honneur mi-septembre. Depuis, un second écran de même taille a été installé entre la Tribune Nord et la Présidentielle.

#### Rénovation de la tribune d'honneur
En 2010, Loïc Féry, président du FC Lorient, et Norbert Métairie, président de Cap l'Orient et maire de Lorient, indiquent vouloir fermer l'enceinte en reconstruisant la tribune d'honneur et porter ainsi la capacité de l'ensemble à 22 000 places, afin de pouvoir homologuer le stade pour les matches de l'UEFA,. Le maire de Lorient annonce alors une reconstruction prévue pour fin 2012 ou début 2013, mais le projet est repoussé à l'après élection municipale de 2014. Avec la relégation du club en Ligue 2 lors de la saison 2016-2017, le projet est mis en suspens jusqu'à l'arrivée d'une nouvelle municipalité.
En 2020, lors de la remontée du club en Ligue 1, le président du club et le nouveau maire élu, Fabrice Loher, annoncent le projet de la rénovation du stade, avec notamment la reconstruction de la tribune d'honneur, opérationnel pour la saison 2023-24. Le projet est finalement présenté en septembre 2022 avec une livraison prévue au second semestre 2025. Début 2024, le maire annonce un report des travaux en raison de contraintes administratives et financières pour un début en janvier 2026 avec trois différentes phases dont la première qui concerne la tribune d'honneur.

## Les tribunes
Le stade est composé de quatre tribunes : la tribune Présidentielle (à l'est), la tribune d'Honneur (à l'ouest), la tribune Nord et la tribune Sud.

### Tribune d'Honneur

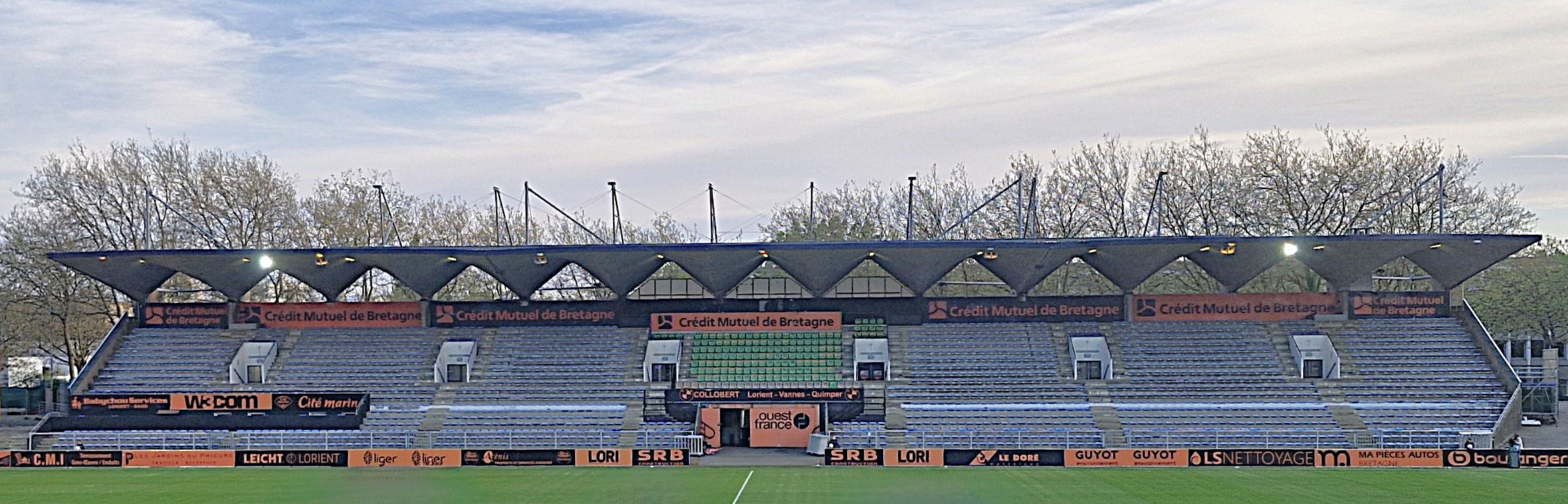
Tribune Honneur du Moustoir en 2024.

La tribune d'Honneur, aussi appelée Tribune Dupuy-de-Lôme du nom du lycée qui lui fait face, est la tribune la plus ancienne du stade. Seule tribune existante lors de sa construction en 1959, elle peut abriter un peu plus de 2 500 spectateurs. Elle est sponsorisée par le Crédit Mutuel de Bretagne depuis 2013.
N'étant plus aux normes de la LFP, l'idée de travaux de reconstruction commence à émerger par la mairie dès 2012. Ce projet de rénovation repoussé à la suite de la descente du club en L2 en 2017 est remis au goût du jour en 2020, le club remontant en L1. Le projet est confirmé en 2022 avec une destruction de la tribune prévue en 2024 pour une livraison de la nouvelle en 2025.

### Tribune Nord
À l'origine, les joueurs arrivaient sur le terrain par une entrée située au milieu de cette tribune[réf. nécessaire]. La tribune nord est reconstruite à la fin de la saison 1998-1999, première saison du FC Lorient en première division, ce qui a permis de faire monter la capacité du stade à environ 17 000 places. Sa capacité est de 5 000 places.
Lors des matchs à domicile du FC Lorient, le club de supporters des Breizh Tango est présent au centre de la tribune depuis sa création en 2011. Il est rejoint par les Lorient Foot Supporters dans le Kop Nord lors de la saison 2011-2012. Aujourd'hui, les Celtic An Oriant sont présents également dans cette tribune, ce qui porte le nombre de groupes de supporters à trois dans cette tribune. Un autre groupe, Les Merlus Ultras (MU95), présent jusqu'en 2010, déménagent en Tribune Sud située en face de celle-ci lors de son inauguration.
Elle prend, lors de la saison 2010-2011, le nom de « Port de pêche Keroman », du nom du port de pêche de Lorient, à la suite d'un partenariat signé mi-2010. Un an plus tard, elle est renommée Tribune Armor-Lux, du nom de l'entreprise bretonne, puis dès 2014 Tribune Lorient Agglomération.

### Tribune Présidentielle
Situé à l'est, elle est construite en 1998 lors de la première montée du club en 1re division, en lieu et place de la tribune Hummel (du nom de l'équipementier d'alors, Hummel International), qui est détruite pour l'occasion. Elle est sponsorisée par la biscuiterie La Trinitaine en 2010, puis par le groupe industriel Jean Floc'h dès 2015.
Elle dispose d'une capacité de plus de 6 000 spectateurs. La tribune compte en hauteur d'autres équipements, dont une dizaine de loges pour les sponsors, la loge officielle, trois grands salons, une salle de presse et une salle de rédaction tandis qu'au-dessous de celle-ci, plus de 1 000 m2 sont aménagés. Cet espace compte ainsi plusieurs salles, les vestiaires, les locaux pour arbitres, ainsi qu'une infirmerie.

### Tribune Sud
Jusqu'en 2009, cette tribune était le dernier virage subsistant de l'ancien vélodrome. En 2003, des sièges sont installés pour augmenter la capacité du stade, avant la création d'une véritable tribune. Sa reconstruction est lancée pendant la première moitié de la saison 2009-2010.
Inaugurée le 27 janvier 2010 face à l'Olympique lyonnais, la tribune a couté 9 500 000 €, subventionnés par des financements de la Région Bretagne, du Conseil général du Morbihan, de la ville de Lorient et de Cap l'Orient agglomération.
Sa capacité est de 4 500 places, dont 2 700 en tribune basse et 1 800 en tribune haute. Elle est reliée à la tribune présidentielle par des couloirs vitrés permettant une circulation directe entre les deux espaces. L'extérieur est couvert d'un bardage bois en arrondi et comporte une avancée en métal, la «Metal box», qui héberge 500 m2 de locaux. Le toit ainsi qu'une partie de la façade sont recouverts de 140 m2 de panneaux photovoltaïques. La tribune comporte aussi l'entrée d'honneur du stade, ainsi que la billetterie et la boutique du club. Elle est sponsorisée par l'enseigne de supermarchés Super U en 2010 puis par le groupe B&B Hotels depuis 2013.
Le groupe de supporters des Merlus Ultras, créé en 1995 dans le virage nord, s'est installé dans le kop situé au milieu de la tribune lors de l'ouverture de celle-ci.

## Matchs

### Matchs de l'Union sportive concarnoise
Le Stade du Moustoir accueille le club de l'US Concarneau dans le cadre du championnat de Ligue 2, en raison de l'indisponibilité de leur stade habituel, Guy Piriou, en cours de réfection.
| Date              | Compétition            | Équipe 1      | Équipe 2              | Score | Affluence |
| ----------------- | ---------------------- | ------------- | --------------------- | ----- | --------- |
| 23 septembre 2023 | 7e journée de Ligue 2  | US Concarneau | AS Saint-Etienne      | 0 - 1 | 6 010     |
| 7 octobre 2023    | 17e journée de Ligue 2 | US Concarneau | USL Dunkerque         | 4 - 3 | 1 921     |
| 29 octobre 2023   | 12e journée de Ligue 2 | US Concarneau | AC Ajaccio            | 2 - 1 | 1 937     |
| 19 décembre 2023  | 19e journée de Ligue 2 | US Concarneau | Grenoble Foot 38      | 0 - 3 | 2 013     |
| 3 février 2024    | 23e journée de Ligue 2 | US Concarneau | Valenciennes FC       | 1 - 0 | 1 789     |
| 10 mai 2024       | 37e journée de Ligue 2 | US Concarneau | Girondins de Bordeaux | 4 - 2 | 2 334     |

## Affluences

### Records d'affluence
| Rang | Spectateurs | Compétition (Tour)                | Rencontre                           | Date            |
| ---- | ----------- | --------------------------------- | ----------------------------------- | --------------- |
| 1    | 18 970      | Coupe de France (1/32 de finale)  | SC Locminé - Paris SG               | 8 janvier 2012  |
| 2    | 18 000      | Coupe de France (1/4 de finale)   | US Concarneau - EA Guingamp         | 5 mars 2015     |
| 3    | 17 395      | Ligue 1                           | FC Lorient - Olympique de Marseille | 27 avril 2013   |
| 4    | 17 203      | Ligue 1                           | FC Lorient - Stade rennais FC       | 2 février 2013  |
| 5    | 17 122      | Ligue 1                           | FC Lorient - Girondins de Bordeaux  | 13 août 2011    |
| 6    | 17 041      | Ligue 1                           | FC Lorient - AS Saint-Etienne       | 12 mai 2013     |
| 7    | 16 956      | Ligue 1                           | FC Lorient - Olympique de Marseille | 15 mai 2011     |
| 8    | 16 782      | Ligue 1                           | FC Lorient - Stade rennais FC       | 27 janvier 2023 |
| 9    | 16 778      | Ligue 1                           | FC Lorient - Paris SG               | 6 novembre 2022 |
| 10   | 16 758      | Coupe de la Ligue (1/4 de finale) | FC Lorient - Olympique lyonnais     | 27 janvier 2010 |

### Affluence moyenne par saison
Le stade est utilisé par le FCL dans le cadre de rencontres de football, avec les fréquentations suivantes. Les meilleures affluences moyennes correspondent logiquement aux saisons passées par le FC Lorient dans l'élite (en bleu sur le graphique) : 1998-1999, 2001-2002, de 2006 à 2017 puis depuis 2020.
NB : La faible affluence lors de la saison 2020-2021 est dû à la pandémie de Covid-19; seules les quatre premières rencontres accueillent du public limité à 5000 spectateurs.

## Utilisation du stade

### Administration du stade
La ville de Lorient est propriétaire du stade du Moustoir et le loue au FC Lorient. Le loyer annuel payé par ce dernier est passé de 70 000 € à 300 000 € à compter du 1er janvier 2011.
Le club met en place plusieurs mesures à l'intention des supporters pendant la saison, et cherche aussi à augmenter le nombre d'abonnements en mettant en place certaines mesures. Le nombre d'abonnés est passé ainsi de 4 700 à 6 500 lors de la saison 2009-2010, le club visant 9 000 abonnés pour la saison 2010-2011. Pour cela une baisse du tarif des abonnements est mise en place, alors que le prix d'autres places du stade est augmenté. Finalement, le club compte 8 500 abonnés en fin de saison 2010-2011, et passe la barre des 9 000 la saison suivante.

### Compétitions de football
Le stade peut aussi être utilisé ponctuellement par d'autres équipes de football de la région lorsque leurs équipements sportifs s'avèrent insuffisants. C'est notamment le cas pour des matches de coupe de France. Des clubs tels que l'US Montagnarde (à trois reprises, dont une face à l'AS Monaco), Pluvigner (face au Mans UC 72), la SC Locminé (face au Paris SG), l'US Concarneau (contre l'EA Guingamp) et la GSI Pontivy (contre le Paris SG) ont ainsi disputé des matchs dans cette enceinte contre des grands clubs français.

### Matchs internationaux
- Match amical espoirs entre la France et l'Angleterre (5 - 3), le 21 mars 2025.
- Match de qualification à l'Euro espoir 2027 entre la France et le Luxembourg ( - ), le 5 septembre 2025.
- Match amical espoirs entre la France et la Serbie ( - ), le 8 septembre 2025.

### Festival interceltique de Lorient

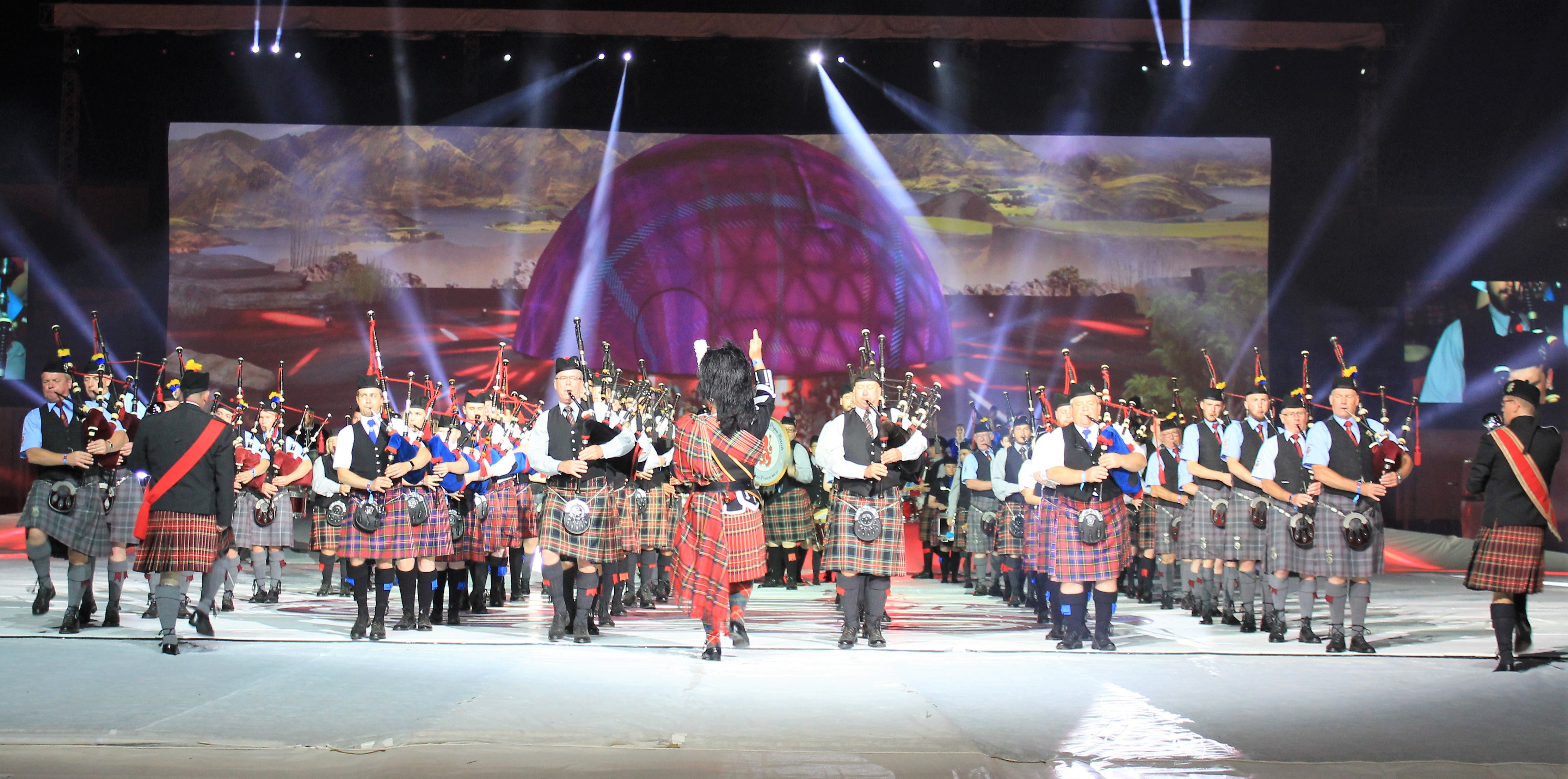
Nuit Magique du Festival interceltique de Lorient.

Le stade est utilisé annuellement par le Festival interceltique de Lorient pour plusieurs de ses spectacles. Les « nuits interceltiques » l'utilisent depuis leur création en 1993. Elles accueillent jusqu'à 8 000 spectateurs, puis jusqu'à 10 000 spectateurs à la suite de l'ouverture de la tribune sud en 2010 à partir de l'édition 2010 du festival. Le stade accueille ainsi via ce spectacle une moyenne de 40 000 spectateurs par édition du festival.
Le championnat national des bagadoù qui est à l'origine du festival utilise aussi le stade pour la seconde des deux manches du championnat des bagadoù de 1re catégorie,. La première édition de 1971 a attiré près d'un millier de spectateurs dans cette enceinte, et dans sa forme actuelle il attire pour un après-midi environ 8 000 spectateurs.
La « Grande parade des nations celtes » réunit le premier dimanche du festival quelque 3 500 musiciens et danseurs se termine dans ce stade, et y enregistre quelque 10 000 entrées payantes tous les ans.

### Autres utilisations
Plusieurs événements mis en place par la ville de Lorient ou par d'autres institutions utilisent le stade. Il est ainsi utilisé dans le cadre d'activités sportives, comme pour la « fête du sport » qui a été instauré par la ville en 1991, ou dans le cadre d'activités extra-scolaires mises en place par des établissements de l'agglomération.
En 2014, devant 14000 spectateurs, plus de 1000 musiciens ont battu le record du plus grand groupe de rock du monde en reprenant des classiques de grands noms du rock. Le batteur de Noir Désir, Denis Barthe, faisait partie des spectateurs.
Le parvis est aussi ponctuellement utilisé pour d'autres opérations socio-économiques, comme la création en septembre 2010 d'une ferme miniature mise en place par la Chambre d'agriculture
Le groupe Supertramp y donne un concert en 1983.

## Accès
Le stade du Moustoir se situe en centre-ville de Lorient, à 150 mètres au nord de la mairie. Il est accessible à pieds depuis le parvis qui dessert l'avenue du Faouédic, juste en face du parc Jules-Ferry.
- En voiture, en empruntant la voie express N165/E60, puis la D465, la rue Jean-Zay, l'avenue Jean-Jaurès jusqu'au stade, ou par Lanester : N165/E60, puis avenues Ambroise-Croizat et Jean-Jaurès, boulevards de Normandie et d'Ouradour-sur-Glane.

- En bus, le stade est accessible par 5 lignes principales : ligne 11 Port de pêche - Stade - Parc des expositions - Cléguer, ligne 41e Lycées - Stade - Hennebont - Inzinzac-Lochrist, ligne T2  La base - Stade - Z.I. Kerpont, Ligne T3 Plœmeur-les-Pins - Stade - Lanester Parc des expositions, Ligne T4 Plœmeur Pen Pland - Larmor-Plage centre - Stade - Quéven ville de Toulouse.

Les rues Sarah-Bernhardt, devant la tribune sud, et Jean-Le-Coutaller, adjacente au lycée Dupuy-de-Lôme, sont fermées aux voitures et ouvertes aux piétons les jours de match.
Le stade dispose de 6 parkings ouverts les jours de match. Ces parkings sont presque tous réservés aux spectateurs placés en loges. Leur capacité maximale s'élève à 502 places dont 442 places réservées.

## Sources